# Коризна (герб)
Коризна (пол. Koryzna) — шляхетський герб, яким користуються литовська та галицька шляхта.

## Опис герба
Опис згідно з класичними правилами блазонування: У червоному полі срібний перевернутий латинський хрест, довгий кінець якого пронизаний срібною стрілою праворуч. У клейноді три страусиних пір'їни. Намет червоний, підбитий сріблом.

Опис за геральдичним словником: 
Krzyż przewrócony do góry, przez niego strzała ostrzem w prawo, nad hełmem trzy pióra strusie.

## Найдавніші згадки
28 липня 1654 року у Вільні відбувся шлюб Кристини з Ґдовських і Стефана Коризни.

## Гербовий рід
Одна гербова родина (власний герб) користується даним гербом: Коризни (Korys, Koryzno, Koryzyna).